# Zam (Hunedoara)
Zam (deutsch Sameschdorf, ungarisch Zám) ist eine Gemeinde im Kreis Hunedoara in der Region Siebenbürgen in Rumänien.
Im Ungarischen ist zudem die Unterteilung des Ortes in Kiszám (etwa „Klein-Sameschdorf“) und Nagyzám (etwa „Groß-Sameschdorf“) bekannt.

## Geographische Lage

Lage der Gemeinde Zam im Kreis Hunedoara

Die Gemeinde Zam liegt im Südwesten Siebenbürgens, westlich des Siebenbürgischen Erzgebirges, südlich des Zarand-Gebirges in der historischen Region des Komitats Hunyad (Komitat Eisenmarkt) im Stuhlbezirk Marosillye. Der Ort – eine Streusiedlung – befindet sich am Fluss Mureș (Mieresch), der Europastraße 68 und der Bahnstrecke Arad–Alba Iulia. Die Kreishauptstadt Deva liegt etwa 48 Kilometer südöstlich von Zam entfernt.

## Geschichte
Der Ort Zam wurde erstmals 1407 urkundlich erwähnt. Die römischen Skulpturen der Grafenburg Nopcsa, welche auf die Römerzeit deuten, wurden – nach Berichten von J. M. Ackner (1856), I. Torma (1882), C. Gooss, I. Marţian, G. Téglás und anderen – von Sarmizegetusa und Vețel nach Zam gebracht. Es ist eher unwahrscheinlich, dass sich in Zam selbst eine römische Siedlung befand. 1951 wurden die meisten der Objekte nach Deva gebracht.
Die Hauptbeschäftigung der Bevölkerung sind die Forstwirtschaft, die Viehzucht, die Landwirtschaft und die Arbeit im Kiestagebau am Fluss Mureș und im Basalt- und Kalksteinbruch.
Einst war der Ort auch Zentrum der Flößerei auf dem Mureș.

## Bevölkerung
Die Bevölkerung der Gemeinde entwickelte sich wie folgt:
| 1850 | 3.816 | 3.719 | 8   | 6  | 83                |
| 1910 | 6.603 | 6.341 | 201 | 51 | 10                |
| 1977 | 3.137 | 3.096 | 10  | 9  | 22                |
| 2002 | 2.148 | 2.027 | 11  | 3  | 62                |
| 2011 | 1.875 | 1.764 | 9   | 2  | 100               |
| 2021 | 1.585 | 1.443 | 4   | 2  | 136 (56 Ruthenen) |

Die höchste Einwohnerzahl der heutigen Gemeinde – und gleichzeitig die der Ungarn – wurde 1910; die der Rumänen (6.392) 1900, die der Deutschen (60) 1890 und die der Roma 1850 registriert.
Darüber hinaus bezeichneten sich 1966 und 1977 je ein Einwohner, 1992 23 und 2002 52 als Ukrainer, 1880, 1966 und 1977 je einer, 1900 und 1956 je zwei als Serben. Fast bei jeder Aufnahme seit 1900 – außer 1910, 1920, 1941 und 1977 – wurden auch Slowaken registriert; die höchste Anzahl an Slowaken (17) wurde 1966 ermittelt.

## Sehenswürdigkeiten
- Die Holzkirche Nașterea Sf. Ioan Botezătorul, im 18. Jahrhundert errichtet, steht unter Denkmalschutz.[7]
- Das Schloss von Nopcsa Laszlo mit Park, im 19. Jahrhundert errichtet, steht unter Denkmalschutz.[7] Die Schloss war einst das Anwesen der berüchtigten Nocsa-Familie, aus welchen der Räuberhauptmann Fața Neagră („Schwarzes Gesicht“) stammen soll, von dem der Roman „Arme Bauern“ von Mór Jókai, handelt.[4]
- Die Holzkirche Înălțarea Domnului, 1761 im eingemeindeten Dorf Micănești errichtet, steht unter Denkmalschutz.[7]
- Die Holzkirche Sf. Arhangheli, im eingemeindeten Dorf Almaș-Săliște, die Holzkirche Sf. Apostoli im eingemeindeten Dorf Pogănești und die Holzkirche Cuvioasa Paraschiva im eingemeindeten Dorf Sălciva, alle im 18. Jahrhundert errichtet, stehen unter Denkmalschutz.[7]
- Die Holzkirche Buna Vestire, im 18. Jahrhundert im eingemeindeten Dorf Cerbia errichtet, steht nicht unter Denkmalschutz.[8]

## Persönlichkeiten
- László Paál (1846–1879), ungarischer Maler